# 군유전체학
군유전체학은(metagenomics)는 배양가능하지 않은 미생물전체를 한꺼번에 갈아서 동정한 결과물인 DNA나, RNA 등을 한꺼번에 유기적으로 연구하는 체학의 한 분야를 말한다. 식물과 동물, 바이러스까지의 모든 생명계를 다 포함하여 동정, 분류하여 연구하는 것은 이보다 더 큰 개념인 통유전체학(pangenomics)이라고 한다.

## 군유전체
군유전체 또는 메타게놈은 영어의 메타게놈(metagenome)에서 온 말로서, 흙, 동물의 장, 광도, 고립된 지역내의 모든 바이러스, 세균, 곰팡이 등을 포함하는 유전체의 총합을 말한다. 주로, 배양이 안되는 미생물을 분석하기 위해서 대량의 서열해석기를 사용하여 한꺼번에 많은 미생물을 동정하는 것을 설명하는 유전체의 개념으로 쓰인다.
메타게놈은 한 종의 게놈, 유전체를 말하는 것이 아니라, 한 환경단위의 모든 종의 유전체를 말한다. 일종의 혼합유전체를 말한다. 이것은 오믹스적으로 생물학이 발전하는 과정에서 한 종을 정의할 때 기능적으로 기존의 한 종뿐만 아니라, 다양한 종이 서로 상호작용하여 완전한 종을 만든다는 관점에서 나온 용어이다. 기술적으로는 빠른 서열해석법을 이용해서, 종에 관계없이 모든 DNA, RNA를 해석하여, 한 환경내에서의 모든 종을 동정하고, 상호작용, 대사작용을 규명하는 기법의 대상이다. 한글로는 "군유전체"로 번역된다. 이것을 연구하는 학문을 "군유전체학"이라 한다.

## 같이 보기
- 총유전체
- 초유전체
- 미생물군체
- 군유전체
- 유전체
- 유전체학
- 미생물군유전체
- 통유전체학